# 시시 케밥

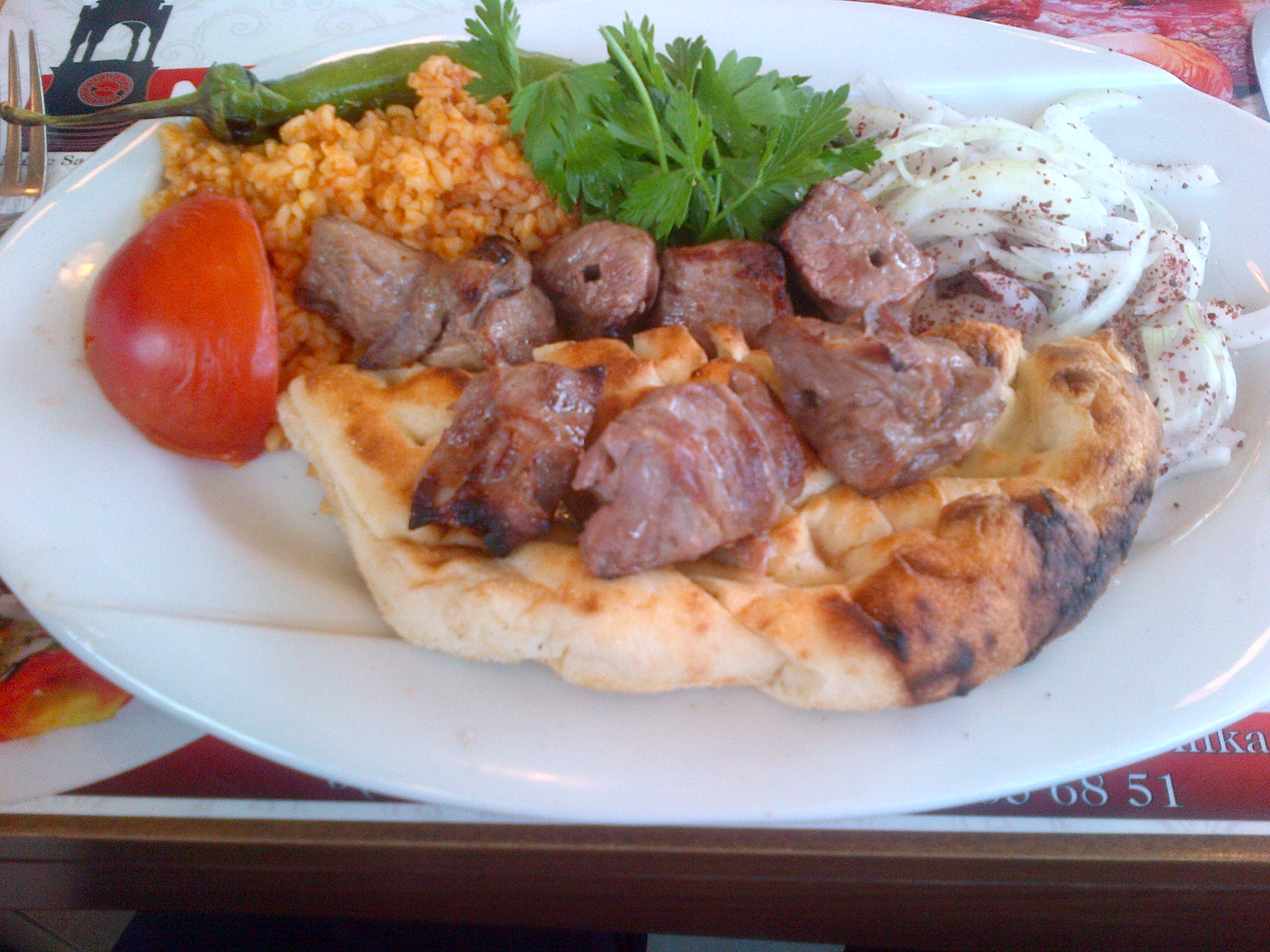
양고기 시시 케밥

시시 케밥(튀르키예어: şiş kebabı 시시 케바브[*])은 고기 덩어리를 숯불에 구운 튀르키예의 꼬치 요리다. 시시 케밥이라는 말은 약 백여년전 영어에서 파생된 단어다. 미국식 영어에서 케밥은 오로지 시시 케밥만을 의미하지만, 영국식 영어에서는 케밥은 시시 케밥 뿐만 아니라, 샤와르마와 되네르를 의미하기도 한다.

## 같이 보기
- 샤실리크
- 시시 타부크
- 시크 케밥
- 첸제 케밥
- 촨

## 참고
1. ↑  Abdul Malik; Zerrin Erginkaya; Saghir Ahmad; Hüseyin Erten (2014년 11월 5일). 《Food Processing: Strategies for Quality Assessment》. Springer. 150–쪽. ISBN 978-1-4939-1378-7.